# عدلیه (بحرین)
العدلیة یک منطقهٔ مسکونی در بحرین است که در استان عاصمه (بحرین) واقع شده‌است.